# محوطه دارتی کشپلون (۳)
محوطه دارتی کشپلون (۳) در شهرستان دره‌شهر، بخش مرکزی، دهستان زرین دشت، ۳۰۰ متری جنوب روستای دشت آباد واقع شده و این اثر در تاریخ ۳۰ بهمن ۱۳۸۶ با شمارهٔ ثبت ۲۱۰۲۷ به‌عنوان یکی از آثار ملی ایران به ثبت رسیده است.